# 阿马杜·苏马霍罗
阿马杜·苏马霍罗（英語：Amadou Soumahoro，1953年10月31日—2022年5月7日），科特迪瓦政治人物。
曾任国民议会议员、议长，法语国家议会联盟主席。

## 生平
1953年生于塞蓋拉。他的父亲是科特迪瓦民主党-非洲民主集会成员。他毕业于阿比让技术高中，获得社会经济学的业士文凭。后又在阿比让大学和法国国际关系研究院学习，1979年获得国际贸易学位。1986年至1990年，担任科特迪瓦民主党塞蓋拉省协调委员会负责人。1990年至1993年在党总部工作。1991年至1994年，担任塞盖拉市议会议员。1994年参与成立共和人士联盟。1996年至2013年，担任塞蓋拉市长。2011年7月至2017年9月，担任共和人士联盟代理秘书长。2011年12月，当选科特迪瓦国民议会议员。2019年3月，当选国民议会议长。
2022年初，因慢性疾病，他的身体状况一直不佳。2022年5月7日逝世。